# Писный, Андрей Николаевич
Андрей Николаевич Писный (укр. Андрій Миколайович Пісний, 20 сентября 1980, СССР) — украинский футболист, игравший на позиции полузащитника и нападающего. Известный по выступлениям за днепропетровский «Днепр», луцкую «Волынь», «Нефтяник-Укрнефть» и «Закарпатье» из Ужгорода, выступал также в высшем дивизионе Узбекистана за клуб «Машал». В 1996 и 1997 годах в составе юношеской сборной Украины принимал участие в финальных частях чемпионата Европы среди юношей.

## Клубная карьера
Андрей Писный является воспитанником днепропетровского футбола, и начал выступления сначала во второй команде местного «Днепра», в 2000 году играл также и в третьей команде днепропетровского клуба, которые в то время выступали во второй украинской лиге. Единственный матч в высшей лиге в главной команде клуба сыграл 4 октября 1998 года против запорожского «Металлурга».
В начале 2001 года футболист стал игроком команды украинской первой лиги СК «Волынь-1» из Луцка. В этой команде до конца сезона сыграл 11 матчей. В новом клубе Андрей Писный быстро стал основным игроком полузащиты, и в следующем сезоне, сыграв 23 матча чемпионата, вместе с другими товарищами по команде стал победителем турнира первой лиги. В следующем сезоне луцкий клуб занял высокое шестое место в турнирной таблице, однако в высшей лиге Андрей потерял место в основе команды, и сыграл лишь 1 матч в чемпионате, после чего покинул луцкий клуб и стал игроком команды первой лиги «Система-Борекс» с Бородянки, который за полгода переименовали в «Борекс-Борисфен». В команде с Киевщины играл в течение 2003 года, после чего стал игроком «Нефтяника» из Ахтырки.
В ахтырском клубе играл в течение четырёх лет. В команде был одним из основных игроков полузащиты, сыграл за «Нефтяник» более 100 матчей только в чемпионатах Украины. В сезоне 2006/2007 вместе с командой во второй раз в своей футбольной биографии становится победителем первой украинской лиги. В сезоне 2007/2008 сначала играл в высшей украинской лиге за «Нефтяник-Укрнефть», а в зимнем межсезонье перешёл в состав другой команды высшей лиги «Закарпатье» из Ужгорода.
В начале сезона 2008/2009 Андрей Писный становится игроком команды первой лиги «Десна», а во время зимнего межсезонья становится игроком еще одной перволиговой команды «ИгроСервис». В симферопольской команде футболист сыграл лишь 12 матчей, и стал игроком узбекского клуба «Машал». В Украину футболист вернулся в начале 2010 года, сначала играл за любительский клуб «Факел» с Петриковки, а затем за другой любительский клуб «Форос». В 2011 году играл за команду второй лиги «Макеевуголь» из Макеевки, а в 2012 году стал игроком любительского клуба «Жемчужина» из Ялты, которая с начала сезона 2012/2013 начала выступления во второй украинской лиге. Ялтинский клуб стал последней профессиональной командой в биографии Андрея Писного. После этого он в 2013 году играл за команду управления министерства внутренних дел Днепропетровской области, после чего завершил карьеру футболиста.

## Выступления за сборные
Андрей Писный привлекался в состав юношеской сборной Украины возрастом игроков до 16 лет. В составе команды участвовал в финальной части юношеского чемпионата Европы 1996 и 1997 годов.